# Ральсвик
Ральсвик (нем. Ralswiek) — коммуна на острове Рюген в земле Мекленбург-Передняя Померания (Германия).
Входит в состав района Рюген. Подчиняется управлению Берген ауф Рюген. Население составляет 269 человек (2009); в 2003 г. — 293. Занимает площадь 16,53 км².

## История
Поселение на месте современного Ральсвика на острове Рюген было крупным торговым центром в VII—XII веках. Предполагается, что здесь в защищенном от штормов заливе располагался флот племени руян.
В конце 1960-х археологами было раскопано значительное ремесленное поселение с причалами для кораблей, найдено 3 древнеславянские ладьи, языческий храм и большое поле захоронений четырёх типов. Захоронения в Ральсвике имеют сходство с захоронениями в Мекленбурге и Лопино (под Гнёздово).
Об обширной торговле свидетельствует множество находок, среди которых:
— клад с 2211-я арабскими серебряными дихремами (самая ранняя датруеться 844 г.)
— серебряные украшения «пермского» типа
— различные бронзовые и др. амулеты и украшения относимые археологами к восточной Прибалтике и северной Руси
Около 850 г. поселение было сожжено, но вскоре отстроено вновь.
Структура застройки поселения указывает на разделение его жителей на ремесленные «дворы» или артели, по всей видимости, имевшие свои собственные причалы на пристани и, возможно, отдельные места для захоронений в могильнике.
Находки указывают на занятие жителей города производством и обработкой железа, ювелирным делом, текстильным ремеслом и обработкой кожи, обработкой рога, кости, янтаря, стекла, из которых изготавливались самые различные вещи от гребней, пряслиц, бусин и различного рода игл и ключей, пинцетов, ножей и пр.
Находки оружия и предметов роскоши указывают и на присутствие представителей военного сословия и знати.
По всей видимости, не защищённый крепостными валами торгово-ремесленный центр в Ральсвике контролировался из расположенной в 6 км от него крепости Ругард (сейчас Берген на Рюгене).

## Галерея

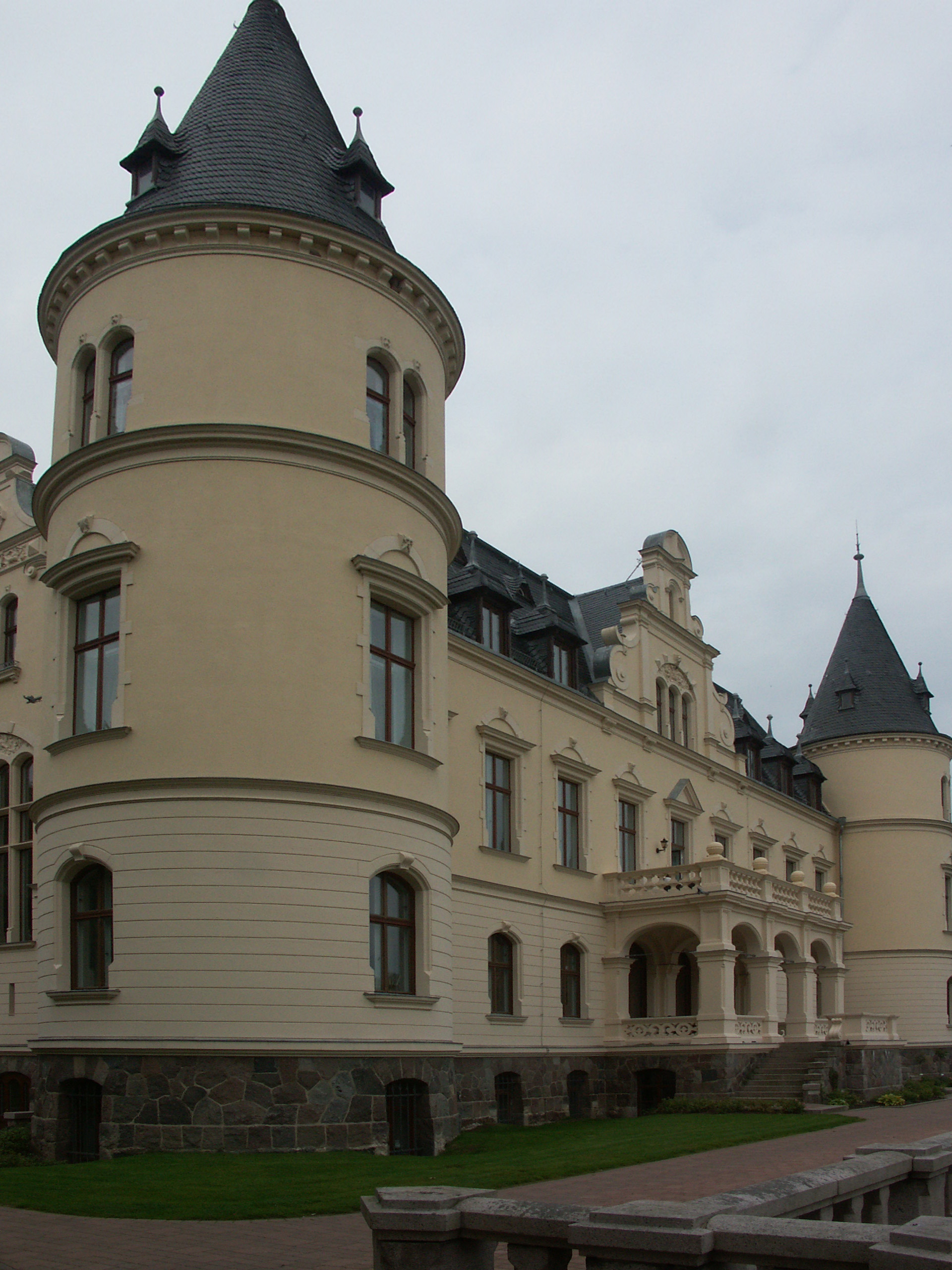
Замок Ральсвик
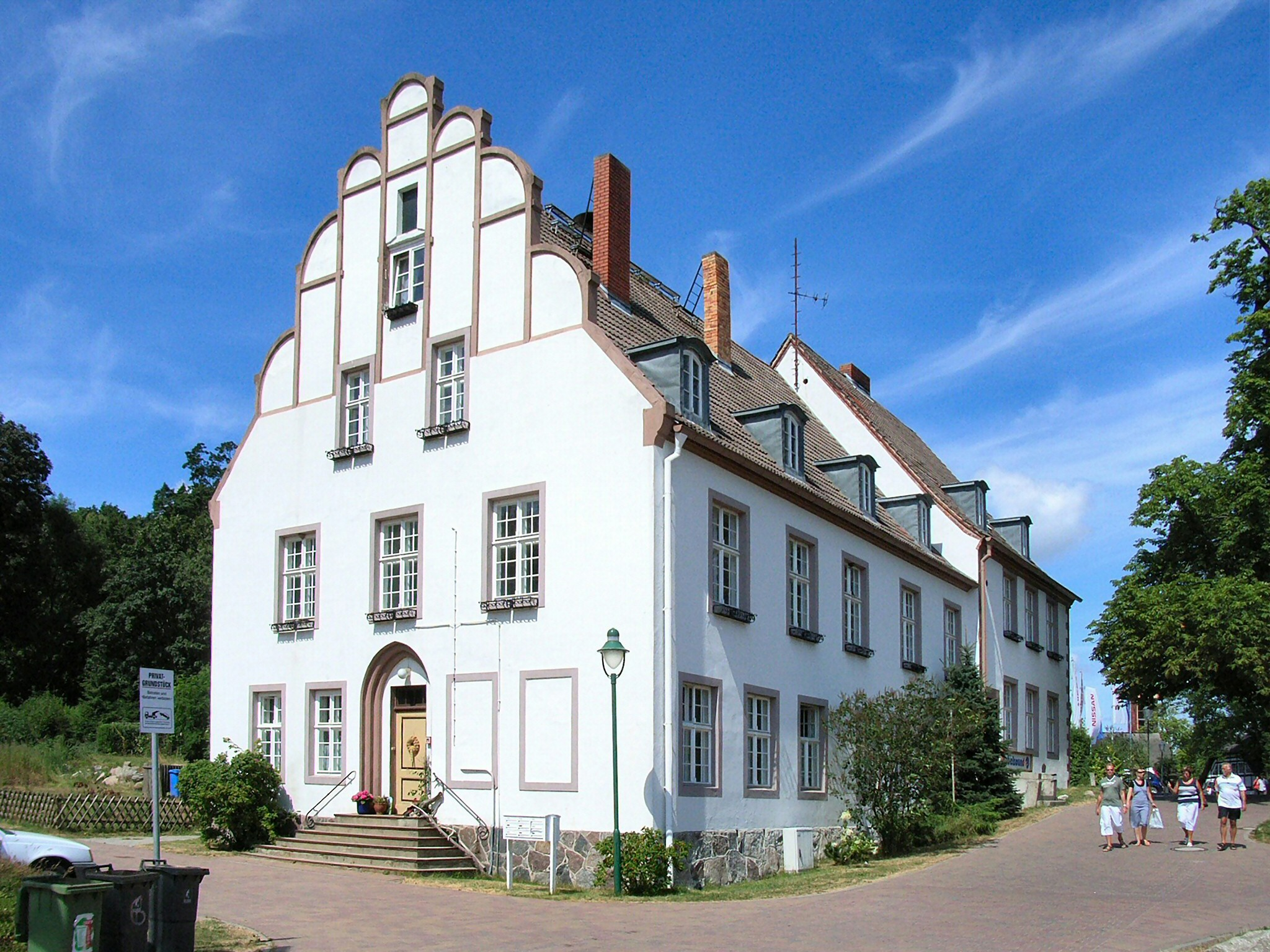
Ehemaliges Propsteigebäude
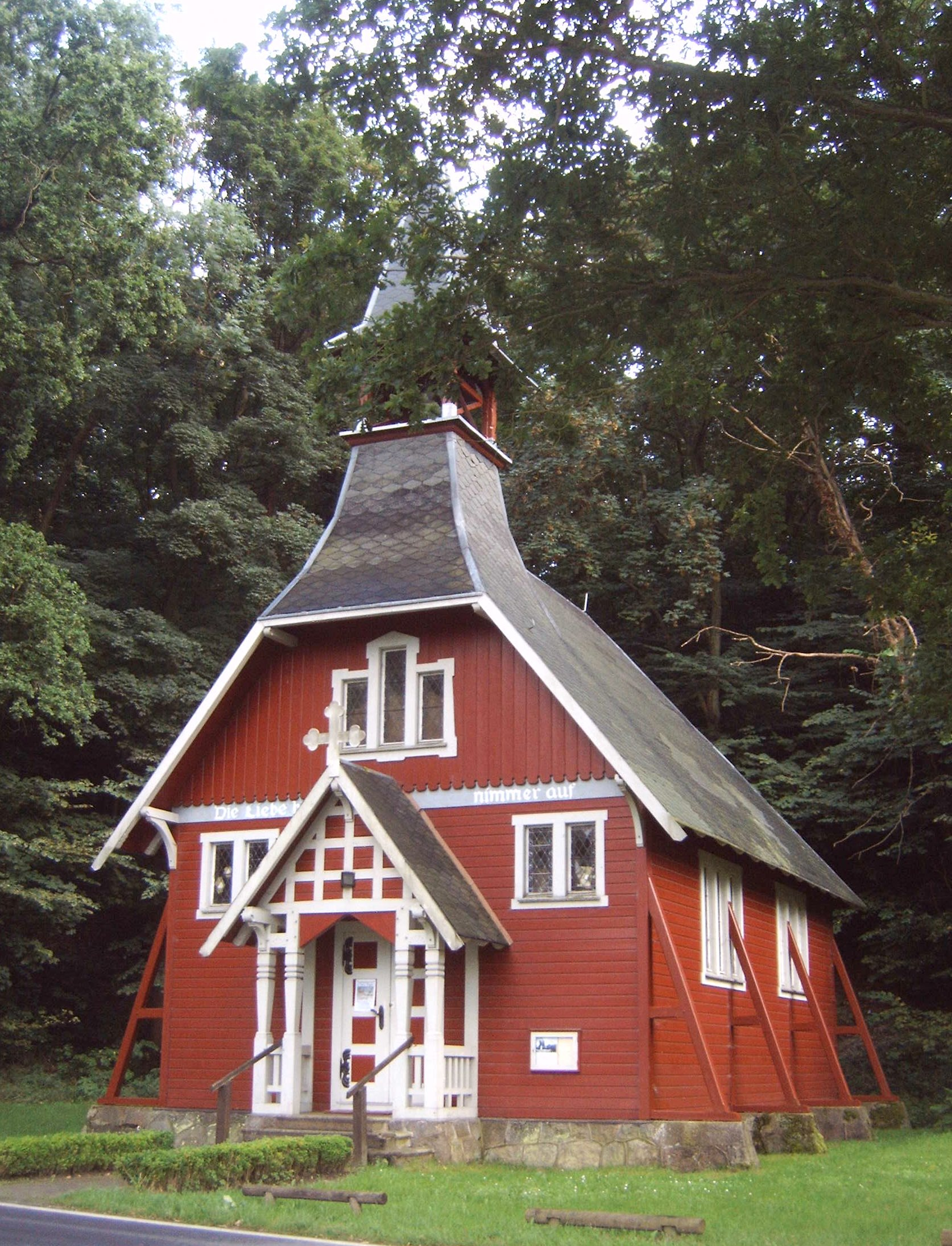
Holzkapelle Ralswiek
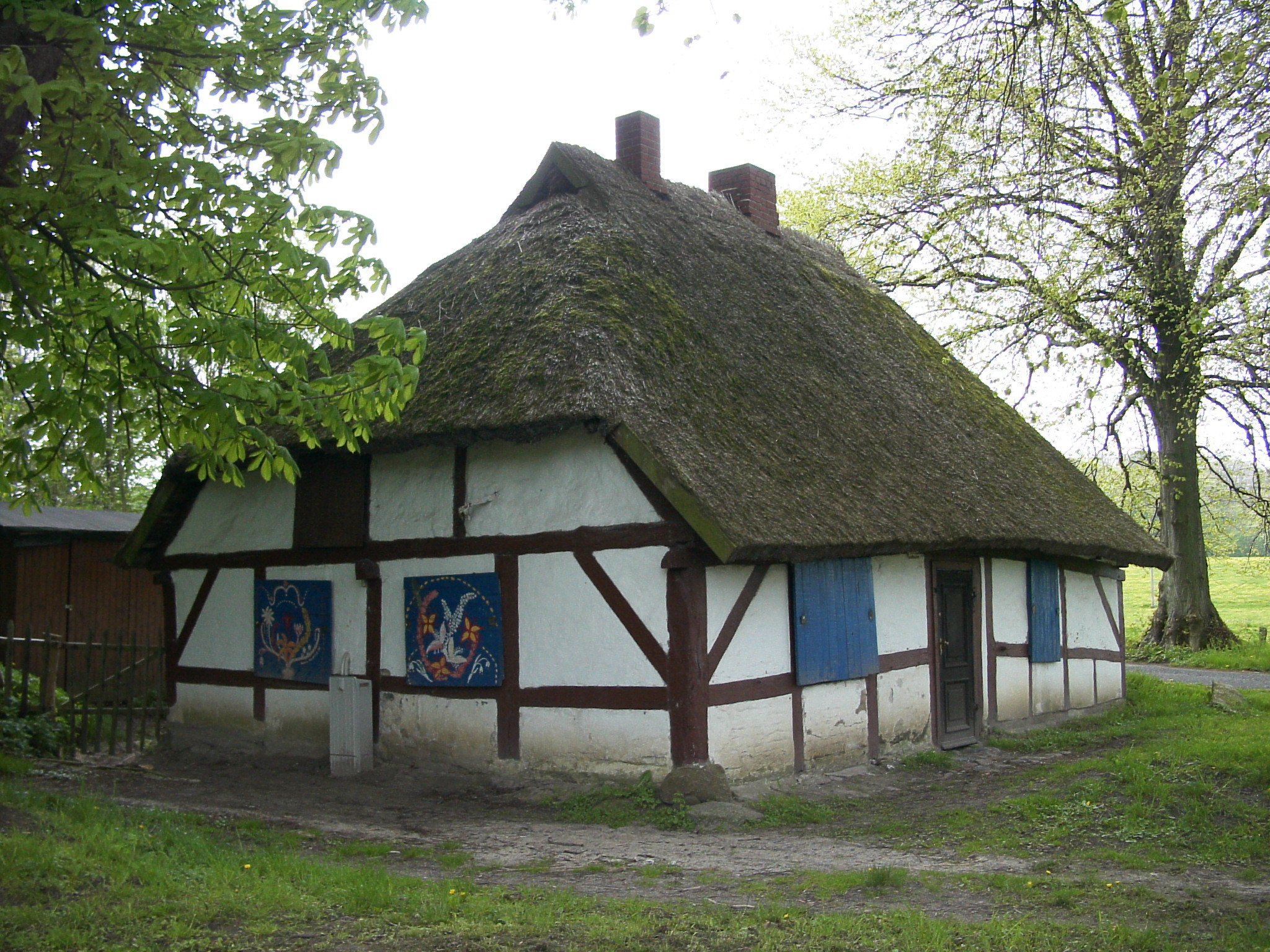
Alte Bauernkate